# Honda Clarity
 (octobre 2017).

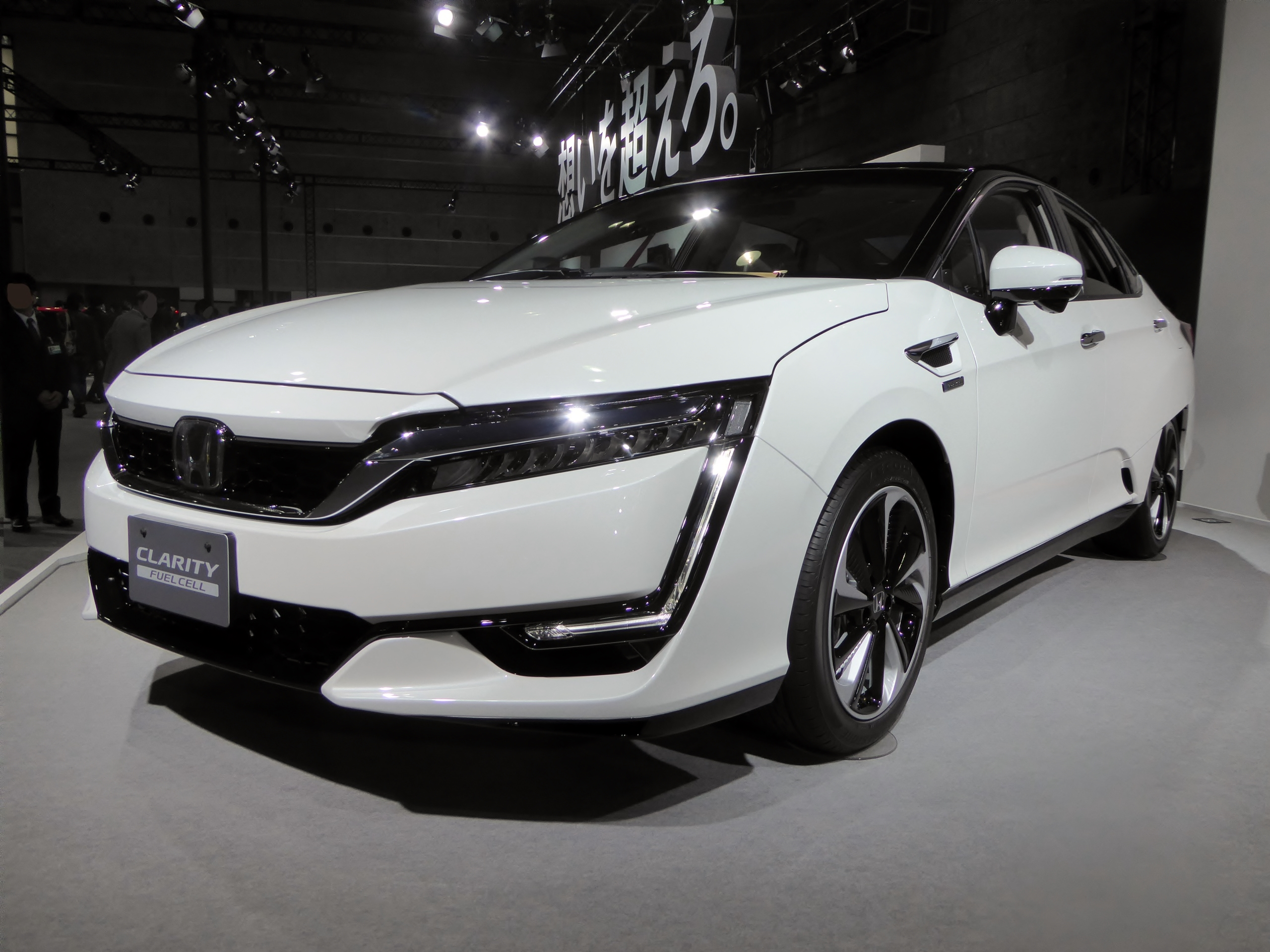
Honda Clarity

La Honda Clarity est un modèle du constructeur automobile japonais Honda. 
Ce modèle de voiture, sorti en 2018, dispose de la technologie hybride (appelée VHR pour véhicule hybride rechargeable) permettant d’adopter une conduite écoresponsable sans pour autant perdre en confort ou en performance. De ce fait, la conduite peut être entièrement électrique (mode EV) avec une émission zéro du véhicule ou bien en mode hybride pour les plus longs trajets.

## Fonctionnement du moteur hybride
La Honda Clarity est dotée d’un groupe motopropulseur écoénergétique constitué d’un moteur à essence classique ainsi que d’un moteur électrique alimenté par une batterie rechargeable par une prise de courant externe. Selon les phases de la conduite, les deux systèmes prennent en charge l’alimentation du véhicule pour garantir une consommation optimale :
- À faible vitesse ou à l’arrêt, seul le moteur électrique alimente la Honda Clarity ;
- Lors de l’accélération ou de pentes ascendantes, le moteur à essence complète le moteur électrique afin de soutenir l’effort;
- À grande vitesse et lorsque le taux de charge est faible, le moteur à essence fonctionne à 100 % .

En plus de pouvoir se recharger via une alimentation électrique, la batterie de la Honda Clarity peut se recharger lors des phases de décélération.

## Avantages du moteur hybride
Une voiture entièrement électrique (ou VEB pour véhicule électrique à batterie) dispose d’une autonomie limitée (80 à 500 km selon les modèles) et d’un temps de charge obligatoire (1 à 10 heures).
Un modèle hybride combine à la fois une alimentation électrique permettant de ne produire aucune émission de CO2, mais également une alimentation à essence permettant de recharger la batterie tout en procurant un excellent rendement énergétique. De ce fait, les distances parcourues peuvent être supérieures à 500 km. En plus, en cas de panne de batterie, le véhicule pourra continuer à fonctionner tant qu’il y aura du carburant dans le réservoir à essence.

## Caractéristiques techniques de la Honda Clarity
Avec son groupe motopropulseur hybride, la Honda Clarity peut être alimentée soit par son moteur à essence de 4 cylindres à cycle d'Atkinson de 1,5 litre, soit par son moteur électrique de 181 chevaux-vapeur et couple de 232 lb-pi, ou bien par la combinaison des deux en même temps. Cette fonctionnalité permet au véhicule de parcourir de longues distances. Le temps de recharge est particulièrement court. En effet, branchée sur une prise de 240 volts, la pleine capacité de la batterie est atteinte en 2h30.
En mode tout électrique, la Clarity peut parcourir un total de 76 km. Il s’agit de l’autonomie la plus longue de toutes les voitures hybrides rechargeables dans la catégorie intermédiaire. En utilisant la fonction hybride, l’autonomie globale est estimée à plus de 530 km.
Afin d’optimiser au mieux économie d’essence et performance, trois modes de conduite sont disponibles : Normal, économie et sport. La fonction hybride est compatible avec chacune de ces trois options.

## Mesures incitatives
L’achat de ce modèle permet de profiter de crédits d’impôt et d’autres mesures incitatives comme un rabais à l’achat dans toutes les provinces du Canada (5 000 $) et le Québec (8 000 $) qui peut totaliser 13 000 $. Le bloc-batterie de la Clarity est de 17 kilowattheures (kWh). Cette donnée permet de calculer les mesures incitatives pour chacune des provinces.